# Vlag van Termunten

Vlag van Termunten
(1962-1990)

De vlag van Termunten werd op 9 april 1962 door de gemeenteraad van Termunten vastgesteld als gemeentevlag.
In 1990 verviel de vlag toen Termunten opging in de gemeente Delfzijl. Sinds 2021 valt Termunten onder de gemeente Eemsdelta.

## Beschrijving en verklaring
De vlag kan als volgt worden beschreven:
Drie banen van gelijke hoogte van geel, rood en blauw, met een broektrapezium van wit.
De kleuren zijn de historische kleuren van de vlag van Emden, die door enkele Duitse steden en door Delfzijl werd gevoerd en waarvan de oorsprong ligt in de kleuren van het wapen van Emden. Ter onderscheiding was op het midden van de rode baan het stadswapen geplaatst. Termunten heeft in plaats daarvan een broektrapezium op de vlag geplaatst in de kleur wit, die is ontleend aan de wapenleeuw.

## Verwante afbeeldingen

Het wapen van Termunten
De vlag van Delfzijl (sinds 1990)
De vlag van Delfzijl (1961-1990)
De vlag van Emden
Het wapen van Emden
De vlag van Papenburg